# (5910) Zátopek
(5910) Zátopek – planetoida z grupy pasa głównego asteroid okrążająca Słońce w ciągu 3 lat i 163 dni w średniej odległości 2,28 j.a. Została odkryta 29 listopada 1989 roku w Obserwatorium Kleť w pobliżu Czeskich Budziejowic przez Antonína Mrkosa. Nazwa planetoidy pochodzi od Emila Zátopka (1922–2000), czeskiego biegacza długodystansowego. Przed jej nadaniem planetoida nosiła oznaczenie tymczasowe (5910) 1989 WH4.